# El rey león: Las aventuras del poderoso Simba
El rey león: Las aventuras del poderoso Simba, conocido internacionalmente como The Lion King: Simba's Mighty Adventure es un videojuego de plataformas con gráficos en 3D que fue desarrollado por Paradox Development y publicado por Activision para la consola PlayStation en el año 2000 en Estados Unidos, y al año siguiente fue traducido a varios idiomas y lanzado en versiones localizadas en los países europeos, incluyendo la versión traducida y hablada en castellano. También existe una edición del juego para Game Boy Color que fue lanzada casi en simultáneo, aunque es generalmente considerada como una conversión, en realidad se trata de un juego muy diferente. Este título también es llamado The Lion King II: Simba's Mighty Adventure debido a que es una secuela del juego Disney's The Lion King aunque oficialmente no tiene una numeración en el título.

## Información general
El rey león: Las aventuras del poderoso Simba es la secuela del videojuego Disney's The Lion King, que tuvo gran éxito durante la era de los 16 bits. Este título fue realizado por una compañía y un equipo totalmente distintos, aunque aun así se tomaron en cuenta muchos elementos del original a la hora de diseñar la mecánica del juego. Este videojuego además fue el primero, y hasta hora el único de El rey león que utiliza gráficos en 3D. Aun así, la forma de juego cambia entre niveles, algunos son en 3D con cámara fija mientras que otros mantienen el clásico estilo bidimensional con vista lateral. 
La historia del juego sigue la vida del protagonista, el león Simba, y es una combinación de las películas "El rey león" y su secuela "El rey león II". Al igual que en el primer juego, Simba es al principio un cachorro, pero en posteriores niveles se convierte en un león adulto. El videojuego se compone de nueve niveles, los primeros cinco están basados en la primera película, y los cuatro finales corresponden a escenas de la segunda película. Aprovechando las capacidades de la PlayStation, se han agregado numerosos clips de video extraídos directamente de ambos largometrajes y que se muestran como introducción y luego como cierre de cada nivel. También se ha utilizado la presentación de la película, con el tema "El ciclo sin fin", como video de presentación del videojuego.
El juego también incluye gran cantidad de voces grabadas de los personajes que se utilizan durante el juego principal, en la versión en inglés estas voces son diálogos extraídos directamente del filme, además de que se grabaron diálogos nuevos para los tutoriales y eventos del juego. Las versiones europeas se destacan por haber doblado completamente el juego a los respectivos idiomas de cada país, incluyendo los textos y las voces de los personajes. La música del juego es completamente original, aunque mantiene el estilo africano tradicional que caracteriza a la franquicia.
The Lion King: Simba's Mighty Adventure fue lanzado simultáneamente a finales del año 2000 en Estados Unidos en dos versiones, una para PlayStation y otra para Game Boy Color. Ambos juegos son significativamente distintos pero mantienen la premisa básica de tener a Simba como protagonista y combinar las historias de las dos películas. En el año 2001 se lanzaron las versiones europeas (PAL) del juego que fueron localizados en distintos idiomas para los países de Inglaterra, España, Holanda, Italia y Alemania. En el año 2004 fue relanzado en Estados Unidos en el paquete recopilatorio Disney's Collector's Edition junto con otros dos juegos de Disney, Toy Story 2: Buzz Lightyear to the Rescue! y Walt Disney World Quest: Magical Racing Tour.

## Juego principal

### Argumento
El juego sigue fielmente la historia de las películas de Disney El rey león y El rey león II. El protagonista es el pequeño león Simba, que habita en un vasto territorio del África conocido como Pride Lands. Simba tiene una infancia feliz en la Roca del Rey, hasta el día en que su malvado tío Scar decide apoderarse del reino y para ello ejecuta un plan en el que Simba queda atrapado en una feroz estampida de ñúes. Simba es rescatado de la estampida por su padre, el rey Mufasa, pero este pierde la vida asesinado por Scar, quien además le ordena a sus subordinadas, las hienas, que acaben con el pequeño príncipe. Simba logra burlar a las hienas y huye lejos del reino.
Durante su exilio, Simba es rescatado por Timón y Pumba, quienes le llevan a vivir en un lugar paradisíaco y le enseñan a sobrevivir comiendo únicamente bichos. Simba lleva una vida tranquila y despreocupada y finalmente se vuelve un león adulto. Tiempo después, el viejo Rafiki descubre que Simba aún está vivo y se dirige a mostrarle su verdadero destino, Simba logra conversar con el espíritu de su padre y se da cuenta de que su lugar es en la Roca del Rey, por lo que decide regresar a sus tierras, ahora desoladas, para desafiar a Scar y recuperar el trono que le corresponde.
Tras la caída de Scar, el reinado de Simba comienza y Pride Lands vuelve a ser un lugar próspero para todos los animales. Tiempo después aparece una nueva amenaza, el grupo de leones fieles a Scar, liderados por la malvada Zira, que son conocidos como "los forasteros". Estos fueron desterrados a "Las Lejanías" por Simba como castigo, pero Zira ha estado tramando un plan de regreso para vengar a Scar y eliminar a Simba.

### Personajes principales
- Simba (cachorro): Es el protagonista del videojuego. Simba es un travieso cachorro de león a quien le gusta jugar y explorar. Es el único hijo de Mufasa, el rey de la sabana y jefe de “La Roca del Rey”. Es controlable en los primeros tres niveles. Tiene la habilidad de rugir para asustar a los animalitos y también puede saltar y aplastar con sus garras como ataque.
- Simba (adulto): Simba alcanza su forma adulta a partir del cuarto nivel. Es un león grande y poderoso que ha ganado el valor para regresar a su hogar y reclamar su reino. Con su estruendoso rugido puede derribar varios animales a la vez y el golpe de sus garras le permite abrirse paso frente al ejército de malvadas hienas. Ahora que Pride Lands fue arrasada por Scar, Simba es la última esperanza de los animales de la selva.
- Nala: Nala es una cachorrita de león muy inquieta que está dispuesta a acompañar cuando sea y adonde sea a su mejor amigo, Simba. Pero cuando Nala crece y se convierte en una hermosa leona, su amistad con Simba se transforma en amor.
- Mufasa: Mufasa y Sarabi son los padres de Simba. Mufasa está siempre dispuesto tanto a jugar como a educar a su pequeño Simba, al que guía con una voz tan dulce como su espléndida cabellera. Fuerte, valiente y sabio, Mufasa es un auténtico líder, cuyo coraje deriva de la certeza de saber quién es y cuál es su papel en el gran Ciclo de la Vida.
- Zazú: Zazú es el consejero de confianza de Mufasa; un correcto y formal pájaro cálao con un gran sentido de la dignidad. Y aunque Zazú se enfade con facilidad, su dedicación a Mufasa es tan grande que permanece junto a la manada tanto en los buenos tiempos como en la adversidad. Aparece dentro de los niveles, ayudando a marcar los puntos de control.
- Timón y Pumba: Una pareja inseparable de grandes amigos que viven siguiendo la filosofía del "Hakuna Matata", vivir de forma libre y despreocupada, sin mirar a los problemas del pasado. Timón es un suricato hiperactivo y verborrágico que reparte su tiempo haciendo bromas sobre Pumba, dando opiniones gourmet sobre los "bichos del día" y promocionando ante Simba su estilo de vida. Pumba es un robusto jabalí, un poco torpe y bobalicón, pero compensa sus lentos procesos de pensamiento con empatía y buena intuición. Ambos aparecen en las fases de bonus, aunque solo Pumba es controlable.
- Rafiki: Este viejo babuino sigue su propio camino, canta sus propias canciones y sabe lo que sabe. Es el primero en aparecer al momento de ungir al recién nacido Simba. Es un deambulador lleno de misticismo, y cuando llega el momento adecuado, regresa para guiar a Simba en el camino que está destinado a seguir. Es controlable en una de las fases de bonus.
- Las hienas: Un numeroso grupo de peligrosas hienas que obedecen a Scar y acechan el reino de Simba. Tienen muy poco cerebro y actúan siempre impulsadas por su perpetuo estado de hambre. Poseen una naturaleza maligna y cobarde, por lo que suelen atacar en grandes grupos a los animales más débiles. Las tres hienas principales son Banzai, Shenzi y Ed, que aparecen como los jefes del segundo nivel.
- Scar: Como hermano de Mufasa, Scar era el siguiente en la línea de sucesión al trono... hasta que Simba nació. Scar carece de grandes habilidades físicas, pero lo compensa con creces con su ingenio, tratando de recuperar el puesto que le corresponde por nacimiento junto a sus secuaces, un trío de hienas. Líder egoísta y codicioso, casi consigue destruir la manada y la tierra en la que viven. Es el principal villano y jefe del quinto escenario, aunque en el primer nivel aparece falsamente como un amigo.
- Kiara: Es la joven hija de Simba y Nala. Mientras Kiara es pequeña, es muy parecida a Simba cuando era niño, y se mete en tantos problemas como él lo hizo, todo debido a que tiene un gran espíritu aventurero. A diferencia de su padre cuando tenía su edad, Kiara no quiere ser reina, porque opina que no es divertido; lo único que a ella le interesa es jugar por la pradera, y que todo mundo deje de llamarla "princesa", porque para ella, eso es solo la mitad de lo que en realidad es. Su encuentro con Kovu decidiría el no tan lejano futuro de las dos manadas de leones (la de Simba y la de Zira).
- Kovu: Kovu es el hijo menor de Zira, mas no de Scar, a diferencia de sus 2 hermanos mayores (Nuka y Vitani). Scar lo eligió mientras aún era rey, para que al morir, Kovu ocupara el trono en su lugar, mas cuando Simba lo desterró junto con su madre y los demás "forasteros", los planes de Scar se vinieron abajo. Kovu es entrenado durante toda su infancia con el único propósito de vengar a Scar y tomar el lugar de Simba como rey. Pero su encuentro con Kiara cambiaría totalmente los planes de su madre.
- Zira: La villana principal tras la derrota de Scar y jefa final del juego. Zira es la líder de los forasteros, alguna vez fue la reina (cuando Scar reinaba), pero cuando Simba los desterró, lleno su corazón con un gran resentimiento y deseo de venganza hacia él. Así dedica todo su tiempo a entrenar a su hijo menor (Kovu), para que vengue la muerte de Scar.

## Mecánica
El rey león: Las aventuras del poderoso Simba es un videojuego de plataformas con gráficos en 3D sumamente convencional en donde el jugador controla al león Simba y su objetivo es recorrer un escenario hasta llegar a la meta. Existen dos estilos de escenarios, aquellos que presentan vista lateral estilo clásico y los que tienen vista en tercera persona estilo 3D, con cámara riel. En cada nivel hay que recolectar 100 monedas antes de llegar a la meta para poder desbloquear la siguiente fase, esta cantidad es en realidad muy fácil de lograr. En algunos de los niveles además hay jefes contra los que Simba debe luchar antes de poder ganar la etapa. Los niveles que fueron desbloqueados pueden luego ser seleccionados libremente.
En los primeros tres niveles, el jugador controla a Simba cachorro, mientras que en los niveles restantes este se convierte en adulto. Ambos tienen los mismos controles y movimientos por lo que no son muy distintos, salvo porque Simba adulto tiene mayor tamaño y más fuerza de ataque. Simba tiene las habilidades de correr, saltar y atacar de tres formas distintas. También es capaz de agarrarse de los bordes de las plataformas, que resulta muy útil cuando el jugador falla un salto. Los ataques de Simba son rugir, saltar y aplastar y la voltereta, todos causan daño al enemigo en distinto grado y tienen ventajas o desventajas frente a distintos oponentes. 
El videojuego se compone de nueve niveles, estos son relativamente sencillos y lineales y están compuestos por obstáculos y enemigos. Simba cuenta con una barra de vida que se reduce al ser dañado por un enemigo y al acabarse, el jugador pierde una vida. También hay obstáculos como los precipicios que hacen que el jugador pierda una vida en el acto. Tras morir, el jugador reinicia desde el último punto de control. El jugador puede conseguir ítems que restauran su salud y también puede recolectar monedas para aumentar su cantidad de vidas. Existen también ítems especiales que permiten al jugador acceder a varios tipos de minijuegos tras completar el nivel y que sirven para ganar más vidas.